# WiiConnect24

Логотип WiiConnect24

WiiConnect24 — бывший сетевой сервис для Wii от Nintendo. Сервис был бесплатным.
28 июня 2013 года компания Nintendo закрыла его и несколько каналов.
В 2015 и 2020 годах сообществом были созданы сервисы RiiConnect24 и WiiLink, (с 29 декабря 2023 года, сервисы разрабатываются одной командой разработчиков) предназначенные для восстановления функциональности WiiConnect24. Для использования RiiConnect24 или WiiLink требуется установка Homebrew (англ.) на Wii.

## Функциональные возможности
Если перейти в особый режим с очень малым энергопотреблением, то консоль может поддерживать подключение к Интернету, и тогда WiiConnect24 может скачивать  дополнения и демоверсии игр.
Так же сервис поддерживает три канала: доска объявлений Wii Message Board, которая позволяет обмениваться сообщениями и фотографиями с другими Wii, мобильными телефонами и компьютерами, News Channel, который позволяет просматривать новости со всего мира и Forecast Channel, который позволяет просматривать погоду в регионе, где находится Wii.